# خواكين رويث يورينتي
خواكين رويث يورينتي (بالإسبانية: Joaquín Ruiz Llorente، ولد في 12 يناير 1958، مدريد، إسبانيا) لاعب جودو إسباني. تخصص في وزن تحت 71 كيلوغرام.
حصل على الميدالية الفضية في بطولة العالم للجودو عام 1991، كما حاز على الميدالية الذهبية في بطولة أوروبا للجودو عام 1988.

## إنجازاته

### بطولة العالم للجودو
- 1991 برشلونة  إسبانيا:  ميدالية فضية في وزن تحت 71 كغم.

### بطولة أوروبا للجودو
- 1988 بنبلونة  إسبانيا:  ميدالية ذهبية في وزن تحت 71 كغم.
- 1984 لييج  بلجيكا:  ميدالية برونزية في وزن تحت 71 كغم.
- 1992 باريس  فرنسا:  ميدالية برونزية في وزن تحت 71 كغم.

## روابط خارجية
- خواكين رويث يورينتي على موقع JudoInside.com (الإنجليزية)
- خواكين رويث يورينتي على موقع أوليمبيديا (الإنجليزية)